# Dorohusk (gmina)
Dorohusk – gmina wiejska w województwie lubelskim, w powiecie chełmskim. W latach 1975–1998 gmina położona była w województwie chełmskim.
Siedziba władz gminy de jure jest Dorohusk, jednak Urząd Gminy znajduje się w miejscowości Dorohusk-Osada
Według danych z 30 września 2009 (źródło: Państwowa Komisja Wyborcza), gminę zamieszkiwało 6947 osób.

## Ochrona przyrody
Na obszarze gminy znajdują się następujące rezerwaty przyrody:
- częściowo rezerwat przyrody Brzeźno – chroni torfowisko węglanowe z rzadkimi gatunkami roślin;
- częściowo rezerwat przyrody Roskosz – chroni zbiorowisko torfowisk węglanowych, ostoję chronionych i rzadkich gatunków ptaków.

## Struktura powierzchni
Według danych z roku 2002 gmina Dorohusk ma obszar 192,42 km², w tym:
- użytki rolne: 68%
- użytki leśne: 17%

Gmina stanowi 10,81% powierzchni powiatu.

## Demografia

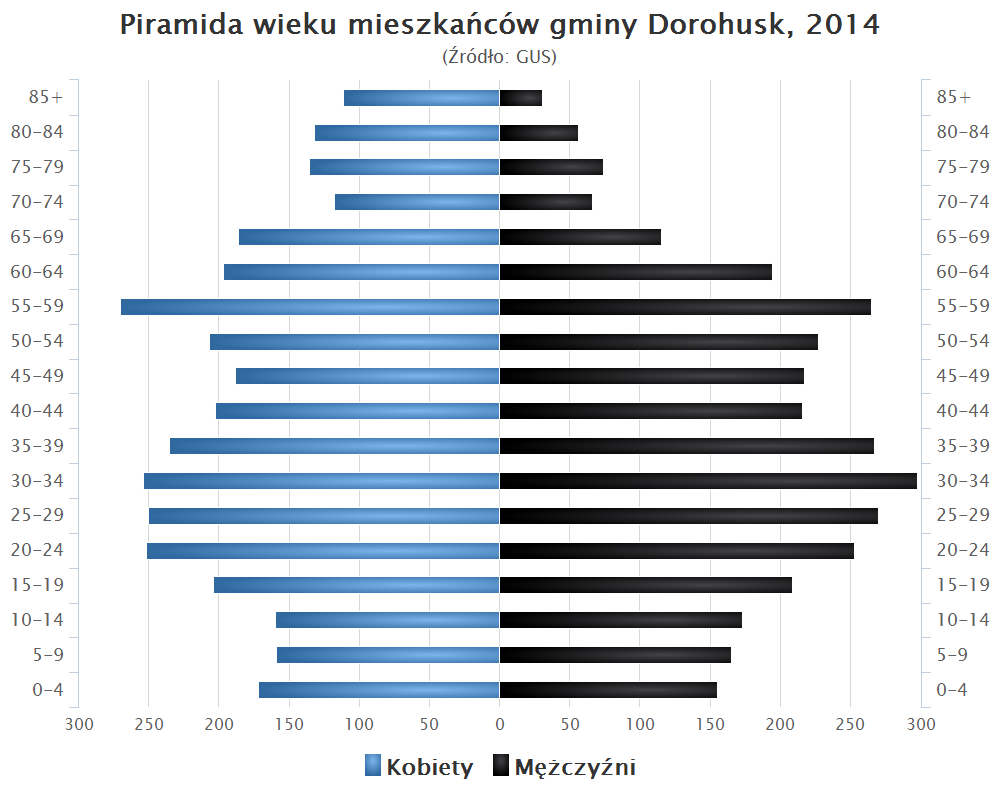
Piramida wieku mieszkańców gminy Dorohusk w 2014 roku

Dane z 30 czerwca 2004:
| Opis                              | Ogółem | Ogółem | Kobiety | Kobiety | Mężczyźni | Mężczyźni |
| --------------------------------- | ------ | ------ | ------- | ------- | --------- | --------- |
| jednostka                         | osób   | %      | osób    | %       | osób      | %         |
| populacja                         | 7065   | 100    | 3550    | 50,2    | 3515      | 49,8      |
| gęstość zaludnienia (mieszk./km²) | 36,7   | 36,7   | 18,4    | 18,4    | 18,3      | 18,3      |

## Sołectwa
Barbarówka, (Berdyszcze, Dorohusk-Osada), Brzeźno, Dorohusk, Husynne, Kępa, (Ladeniska, Mościska, Kolemczyce), Ludwinów, (Michałówka, Majdan Skordiowski), Okopy, Okopy-Kolonia, Olenówka, Ostrów, (Pogranicze, Kroczyn), Rozkosz, Skordiów, (Stefanów, Puszki), Świerże I, Świerże II, (Teosin, Świerże-Kolonia), (Turka, Myszkowiec),  Wólka Okopska, Zalasocze, (Zamieście, Dobryłówka}, Zanowinie.

## Sąsiednie gminy
Chełm, Dubienka, Kamień, Ruda-Huta, Żmudź. Gmina sąsiaduje z Ukrainą.